# Bucketheadland
Bucketheadland es el álbum de estudio debut de Buckethead. Fue lanzado por el sello discográfico japonés de John Zorn, Avant, en 1992. Contiene varios samples de la serie de televisión japonesa de los años 60, Giant Robot, entre riffs de guitarra y varios solos rápidos y técnicos. El concepto del álbum es un recorrido por la construcción del parque de atracciones ficticio de Buckethead, "Bucketheadland". Debido a esto, el álbum se divide en secciones que se relacionan con distintas áreas del parque.
Una secuela fue lanzada en 2003, titulada Bucketheadland 2.

## Canciones

### Disco Uno
- Park Theme (Intro) (3:21)

| N.º | Título       | Duración |  |
| 1.  | «Park Theme» | 3:21     |  |

- Giant Robot (9:17)

| N.º | Título                       | Duración |  |
| 2.  | «Interlude»                  | 0:27     |  |
| 3.  | «Giant Robot Theme»          | 4:16     |  |
| 4.  | «Enter Guillatine»           | 0:32     |  |
| 5.  | «Giant Robot Vs. Guillatine» | 4:02     |  |

- Bucketbots Jig (3:19)

| N.º | Título                      | Duración |  |
| 6.  | «Bucketbots Jig»            | 0:28     |  |
| 7.  | «Enter Slipdisc»            | 1:53     |  |
| 8.  | «Bansheebot Vs. Buckethead» | 0:58     |  |

- Slaughter Zone (23:25)

| N.º | Título                    | Duración |  |
| 9.  | «The Haunted Farm»        | 2:42     |  |
| 10. | «Hook and Pole Gang»      | 1:07     |  |
| 11. | «Cattle Prod»             | 0:40     |  |
| 12. | «Phantom Monk»            | 1:45     |  |
| 13. | «The Rack»                | 0:29     |  |
| 14. | «Nosin'»                  | 1:21     |  |
| 15. | «Gorey Head Stump»        | 1:32     |  |
| 16. | «Sterling Scapula»        | 0:48     |  |
| 17. | «Skid's Looking Where»    | 1:08     |  |
| 18. | «Steel Wedge»             | 1:22     |  |
| 19. | «Wonka in Slaughter Zone» | 1:30     |  |
| 20. | «Nosin' Part 2»           | 0:40     |  |
| 21. | «Diabolical Minds»        | 1:32     |  |
| 22. | «Alice in Slaughterland»  | 1:16     |  |
| 23. | «Bleeding Walls»          | 0:21     |  |
| 24. | «Buddy on a Slab»         | 1:12     |  |
| 25. | «Buddy in the Graveyard»  | 1:02     |  |
| 26. | «Oh Jeez...»              | 1:21     |  |
| 27. | «Funeral Time»            | 1:39     |  |

- Computer Master (8:16)

| N.º | Título            | Duración |  |
| 28. | «Computer Master» | 8:16     |  |

- Virtual Reality (3:35)

| N.º | Título   | Duración |  |
| 29. | «Part 1» | 2:01     |  |
| 30. | «Part 2» | 1:34     |  |

- Home Run Derby (5:18)

| N.º | Título       | Duración |  |
| 31. | «Interlude»  | 0:33     |  |
| 32. | «Main Theme» | 4:45     |  |

- I Love My Parents (1:38)

| N.º | Título              | Duración |  |
| 33. | «I Love My Parents» | 1:38     |  |

### Disco Dos (Remixes)
| N.º | Título                 | Duración |  |
| 1.  | «Park Theme Extension» | 5:42     |  |
| 2.  | «Guillatine Battle»    | 0:52     |  |
| 3.  | «Giant Robot Theme»    | 1:45     |  |
| 4.  | «Robot Dance»          | 1:02     |  |
| 5.  | «Virtual Reality»      | 3:04     |  |
| 6.  | «Bansheebot Bop»       | 1:02     |  |
| 7.  | «Baseball Buddy»       | 3:17     |  |

## Créditos
Todas las composiciones de Buckethead; excepto "Virtual Reality" compuesta por Bootsy Collins y "Giant Robot Theme" compuesto por Takeo Yamashita.
- Grabado en "Bootzilla Studios"
- Masterizado por Howie Weinberg
- Producido por Bootsy Collins
- Productor ejecutivo: John Zorn
- Productor asociado: Kazunori Sugiyama
- Fotografía: Thi-Linh Le
- Diseñado por Tomoyo TL